# Perxe del carrer del Porxo
El Perxe del carrer del Porxo és una obra de Garcia (Ribera d'Ebre) inclosa a l'Inventari del Patrimoni Arquitectònic de Catalunya.

## Descripció
El carrer del Porxo on està situat rep aquest nom en honor seu, i comunica el carrer Major i la plaça Catalunya.
Perxe situat a la planta baixa d'un edifici de tres nivells d'alçat. S'obre de cara al carrer Major amb un portal d'arc carpanell arrebossat. Està suportat per bigues de fusta col·locades de forma perpendicular al carrer, entre les quals s'hi conserven parts encanyissades. L'edifici sota el que està construït ha estat restaurat modernament, quan s'hi va afegir un sòcol de rajola.